# Aliança Brasileira pela Doação de Órgãos e Tecidos

Logo da Aliança Brasileira pela Doação de Órgãos e Tecidos

A Aliança Brasileira pela Doação de Órgãos e Tecidos (ADOTE) é uma organização não governamental, certificada como Organização da Sociedade Civil de Interesse Público (OSCIP), em Pelotas, Rio Grande do Sul, voltada para a promoção de doação de órgãos e tecidos humanos. A entidade tem abrangência nacional através de seções regionais subordinadas à sede, como as existentes no Rio de Janeiro, Cuiabá e São José dos Campos.

### Atuação
A entidade se ocupa na divulgação de informações sobre o processo de doação-transplante de órgãos, como campanhas de esclarecimento público, livros, artigos, palestras, participação em fóruns de políticas públicas e estímulo ao desenvolvimento de estudos e pesquisas científicas.  Um de seus objetivos é formar uma rede nacional de promoção da doação de órgãos.  A ADOTE oferece orientação sobre a legislação, decretos, resoluções e portarias do governo federal sobre o assunto; os direitos dos transplantados no Sistema Único de Saúde; a responsabilidade das autoridades públicas pela saúde e amparo aos cidadãos usuários dos serviços de doação e transplante de órgão.